# Cedrela fissilis
Espèce
Classification phylogénétique
Statut de conservation UICN

 VU  : Vulnérable
Statut CITES
Le Cedrela fissilis ou cèdre missionnaire ou ygary (Cedrela tubiflora) est une espèce d'arbre de la famille des Meliaceae. Il est originaire des régions tropicales et subtropicales d'Amérique.

## Autres noms
- On l'appelle cedro real au Costa Rica.
- Ygary, ygaí, cedro colorado

## Distribution
Originaire d'Amérique Centrale et d'Amérique du Sud. C'est un arbre des forêts tropicales et subtropicales humides. Il ne résiste ni aux gelées ni aux sécheresses.
Le genre Cedrela comprend 7 espèces d'Amérique tropicale, dont cinq sont endémiques à l'Argentine.